# Dmitri Wladimirowitsch Wrubel
Dmitri Wladimirowitsch Wrubel (russisch Дмитрий Владимирович Врубель; * 14. Juli 1960 in Moskau; † 13. August 2022 in Berlin) war ein russischer Maler und Mitglied der Piratenpartei Deutschland.

## Leben

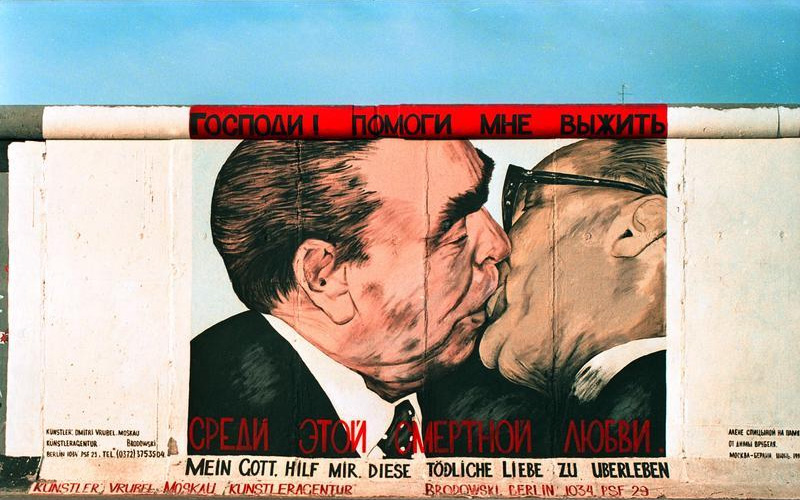
Mein Gott, hilf mir, diese tödliche Liebe zu überleben

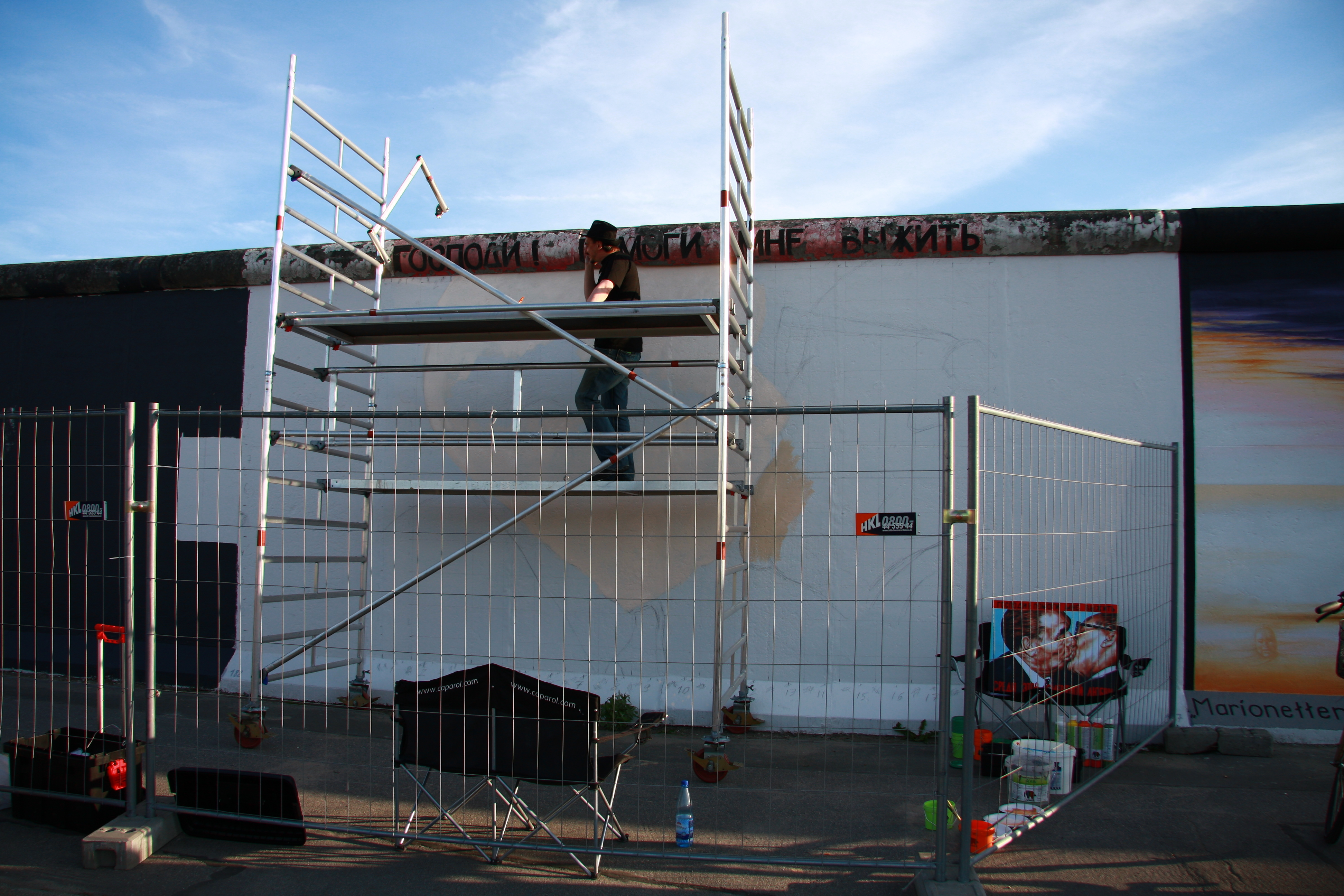
Wrubel während der Neuschaffung des Bildes Bruderkuss im Juni 2009

Wrubel lebte mit seiner ebenfalls als Künstlerin tätigen Ehefrau Victoria Timofejewa (Historienpanorama 2007) in Berlin. Durch sein Bild Mein Gott, hilf mir, diese tödliche Liebe zu überleben an der Berliner Mauer (Frühjahr 1990), den „Bruderkuss“ zwischen Leonid Iljitsch Breschnew und Erich Honecker, wurde er weltweit bekannt. Im Zuge der Sanierung der East Side Gallery 2009 wurde das Bild entfernt und von Wrubel neu gemalt. Er malte auch Putin im Judoanzug und Putin mit Piercing oder auch als Popstar. Im Jahr 2012 trat Wrubel der Piratenpartei Berlin bei und gründete innerhalb der Partei den Projekt-Squad Art 3.0.
Dmitri Wrubel starb am 13. August 2022 im Alter von 62 Jahren an den Folgen einer COVID-19-Erkrankung in Berlin.

## Ausstellungen (Auswahl) und Werke
- Vrubel malte das Evangelium[8]
- River Station Hall, Perm 2009
- Born in the USSR – Russische Kunst aus Deutschland, Eröffnung am 28. April 2009 im Lichthof des Auswärtigen Amtes Berlin